# Seguridad Integral Canaria
Seguridad Integral Canaria, S.A.U. fue una empresa canaria de seguridad privada constituida en 1995 y que cesó sus operaciones el 4 de marzo de 2019 tras entrar en concurso voluntario de acreedores. Creada en 1995 por  (Isaac Barroso Díaz y Miguel Ángel Ramírez Alonso), llegó a ser una de las empresas de seguridad más importantes de España, contando con unos 5000 trabajadores. Con su sede central en Las Palmas de Gran Canaria (calle Alfred Nobel, 27), Gran Canaria. Desde el 22 de junio de 2018, pasó a ser propiedad de Héctor de Armas Torrent. Ofrecía todo tipo de servicios de vigilancia y transporte de fondos, entre otros, tanto para instituciones públicas como para el sector privado.   
Es una de las cuatro empresas de transporte de fondos autorizadas para operar en toda España y en Canarias ejerce como líder en esta línea de negocio. Tras el reajuste iniciado en 2017, continúa siendo de las compañías con mayor número de empleados en la provincia de Las Palmas, además de tener presencia en todas las Islas Canarias.
Fue el embrión del Grupo Ralons.

## Historia
Seguridad Integral Canaria, S.A.U. se constituye en 1995 y empieza a operar en el 1996, una vez que recibe la autorización de la Dirección General de la Policía para realizar las actividades de vigilancia, protección de bienes y establecimientos, espectáculos, certámenes y convenciones. 
En el año 2000 amplía el ámbito de actuación de autonómico a nacional abriendo delegaciones en Madrid y Valladolid. En el mismo año amplía su actividad a la protección de personas.
En octubre del año 2011 es elegida por el Gobierno de España para custodiar el Patrimonio Nacional, que incluye lugares emblemáticos como el Monasterio de El Escorial, la Residencia Real de La Mareta y edificios pertenecientes a la Corona en Segovia, Sevilla, Mallorca o Burgos. 
En junio de 2012 el Banco de España audita y certifica a Seguridad Integral Canaria como Sistema de Depósitos Auxiliares (SDA),  convirtiéndose una de las pocas empresas que poseen dicha certificación para todo el territorio de España.
En octubre de ese mismo año 2012, el entonces principal accionista de la empresa, Miguel Ángel Ramírez, se convirtió en propietario único, hasta que en junio de 2018 la vendió íntegramente a su administrador, Héctor de Armas Torrent.
El 15 de abril de 2024 la Sección Primera de la Audiencia Provincial de Las Palmas declaró absuelto al empresario Miguel Ángel Ramírez Alonso de todos los delitos contra la Hacienda Pública y la Seguridad Social que le imputaban el Ministerio Fiscal y las acusaciones particulares en el proceso que le llevó al banquillo de los acusados en el pasado mes de julio, en relación con su gestión al frente de la empresa Seguridad Integral Canaria. El fallo absolutorio igualmente se extendió a la persona que le sucedió en su posición Héctor de Armas Torrent, como administrador de la entidad mercantil .